# Xenoglossia
Xenoglossia, o xenolalia, è il termine con cui si indica la presunta capacità paranormale di parlare o scrivere una lingua al soggetto sconosciuta.
Deriva dal greco ξένος xènos, straniero, e γλῶσσα glṑssa, lingua e non deve essere confusa con la glossolalia, cioè la presunta capacità di parlare lingue inesistenti.
Solitamente si suppone sia una capacità acquisita per via paranormale, come nel caso di sedute spiritiche. La xenoglossia sarebbe inoltre una possibile conseguenza della possessione demoniaca. Inoltre, il "dono delle lingue" figura fra i carismi dei Cristiani, basti pensare ai riferimenti presenti nelle Lettere di Paolo e negli Atti degli Apostoli.

## Nella parapsicologia
In base ai criteri della parapsicologia, esisterebbero due tipi di xenoglossia. Il primo tipo consisterebbe nella pronuncia di frasi di senso compiuto in una lingua sconosciuta. La seconda tipologia, detta xenoglossia responsiva, consiste in uno scambio di domande e risposte immediate e coerenti fra lo sperimentatore e l'entità disincarnata che sta possedendo il medium.

## Nel misticismo
Il fenomeno non riguarda solo l'ambito della parapsicologia, ma ha interessato anche il mondo dei mistici.
Anna Caterina Emmerich (1774-1824) fu una religiosa tedesca, monaca agostiniana, beatificata da Papa Giovanni Paolo II, sofferente a causa della presenza delle stigmate negli arti e alla testa, divenuta famosa per le sue presunte doti di veggente. La mistica fu seguita, tra gli altri, dal poeta Clemens Brentano che trascrisse i racconti delle sue visioni, nelle quali avrebbe rivissuto la Passione di Cristo e proprio in quei frangenti di estasi, sarebbe stata in grado di capire i discorsi dei contemporanei di Gesù.
Nella storia della xenoglossia si sarebbero verificati altri presunti casi, più recenti, come quello della mistica tedesca cattolica Teresa Neumann, alla quale vengono attribuiti oltre alla stigmate, ritenute autentiche da una commissione medica presieduta dall'autorità cattolica di Ratisbona ma ritenute false da altre fonti, altri presunti fenomeni sovrannaturali come bilocazioni, profezie, e la presunta conoscenza di lingue a lei ignote, come ad esempio l'aramaico, il latino ed il greco.

## L'opinione della comunità scientifica
La maggior parte dei linguisti e degli psicologi ritiene che la xenoglossia non esista. Fa eccezione lo psichiatra Ian Stevenson, il quale ritiene di avere documentato diversi casi che considera autentici. Tuttavia, secondo il CICAP «un esame dettagliato di questi casi ha portato a concludere che le persone oggetto dei suoi studi non sembravano conoscere veramente la lingua in questione, ma sembravano piuttosto conoscere un numero limitato di parole di quella lingua e utilizzavano sempre queste per rispondere, in modo stereotipato, alle domande degli studiosi».